# Martín Mas Maimó

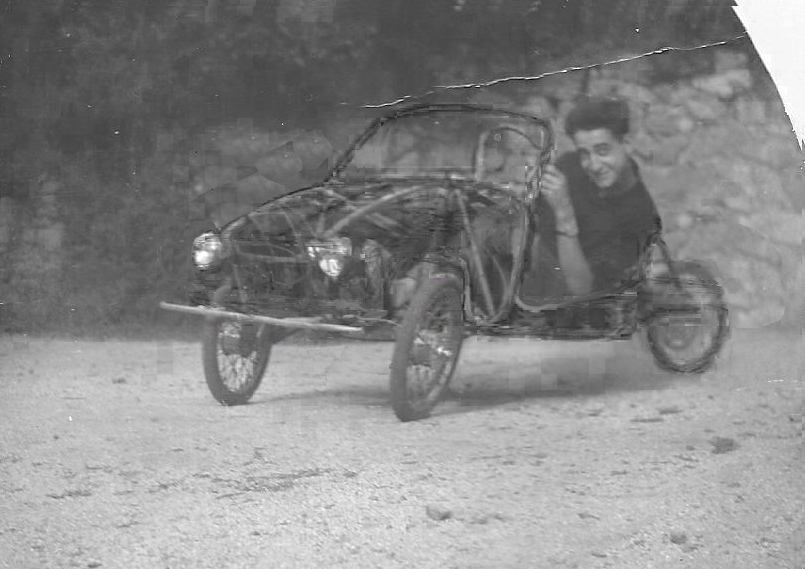
1960-Triciclo deportivo

Martin Mas Maimó (Barcelona, 1944) es un mecánico español, fundador de la marca MAS de automóviles de competición que fabricó de forma artesanal entre 1958 y 1979.

## Biografía

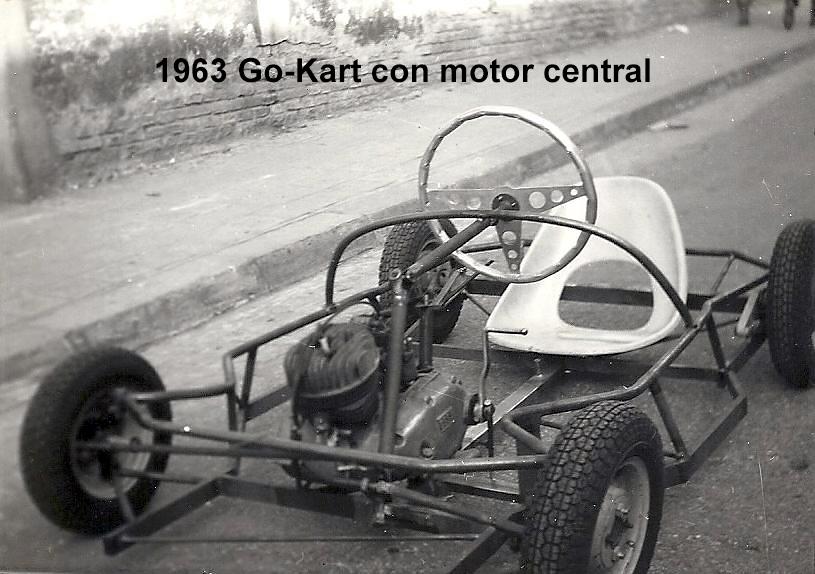
1963-Go-Kart

Martín Mas tuvo afición por la mecánica desde muy joven. En 1958, con solo 14 años, diseñó y construyó un escúter equipado con motor Mobylette en un rincón de una fábrica familiar que transformó en su taller privado. Dos años más tarde, en 1960, Mas construyó un vehículo de cuatro ruedas al cual denominó "Triciclo deportivo" por el hecho de que el eje posterior llevaba dos ruedas asimétricas, de las cuales normalmente solo una estaba en contacto con el suelo. El vehículo iba equipado con un motor Ducati Cucciolo de 49 cc.
En 1963, con el objetivo de participar en carreras de karts, Martí Mas construyó un chasis multitubular con doble trapecio, equipado con un motor OSSA de 175 cc (por lo tanto, con marchas, embrague y puesta en marcha, características que lo diferenciaban de los karts convencionales). Con este vehículo obtuvo un buen resultado en la carrera de resistencia "6 Horas de Karts", disputada en la Avenida Diagonal de Barcelona. Desde entonces y hasta el 1964, Martí Mas compitió en subidas de montaña y rallys pilotando un Seat 600 y un Siata Turisa 750. En el nuevo Colegio de oficiales de carreras, Mas consiguió los títulos de comisario deportivo, técnico, cronometrador y director de carreras, y actuó como tal en varias pruebas.

### Los MAS 710 y 712

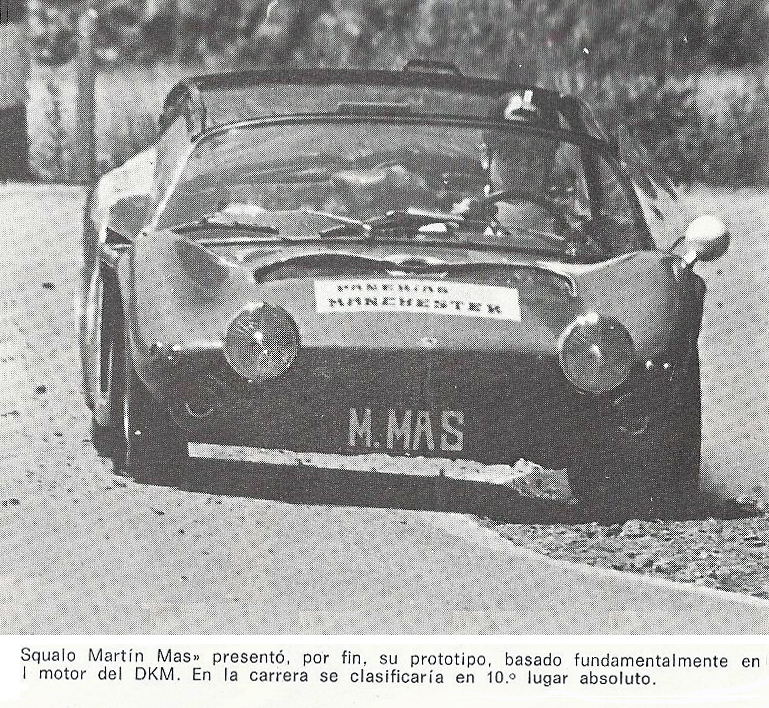
1970-VII Carrera en cuesta a Vallvidrera

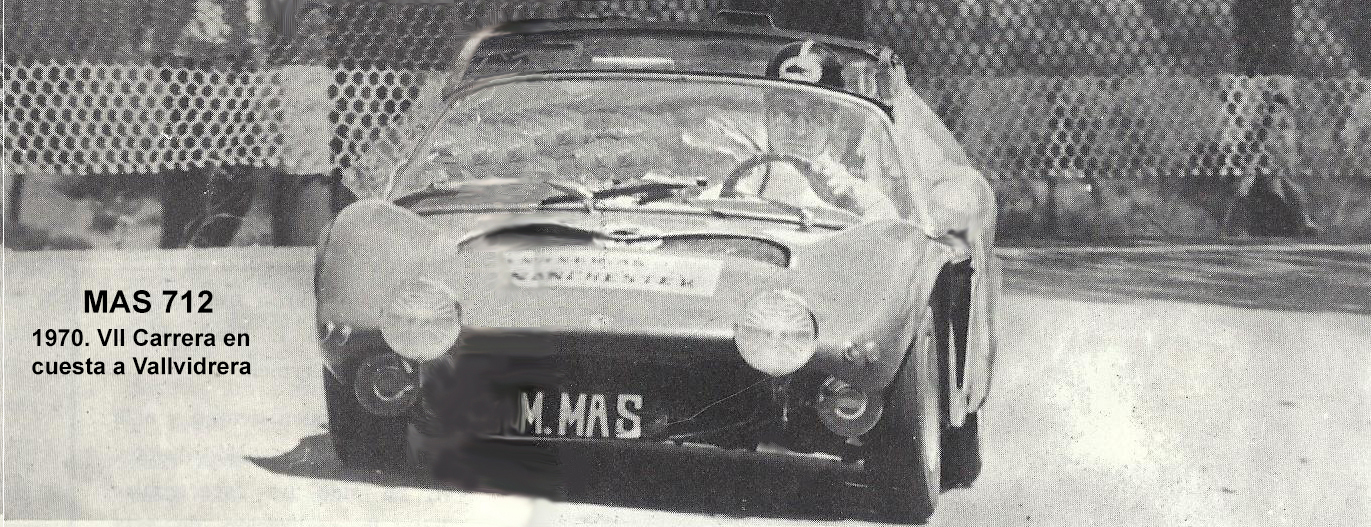
1970-VII Carrera en cuesta a Vallvidrera

A continuación, Mas creó un nuevo y revolucionario turismo de dos plazas para participar en carreras locales, al cual denominó MAS 71.0 o 710. Era un sport-prototipo con chasis monocasc multitubular dotado de secciones rectangulares y redondas de varios diámetros. Llevaba dos motores centrales Bultaco de 250 cc cada uno, dispuestos transversalmente, refrigerados por aire y con sus respectivos embragues y cambios por selector, los cuales actuaban simultáneamente y accionaban cada uno una rueda trasera. La carrocería, con entradas de refrigeración laterales, estaba realizada en fibra de vidrio reforzada con resina, de color rojo. A mediados de 1970, Mas  realizó una versión más deportiva, denominada MAS 71.2 (o 712), pareciéndose a su predecesor pero equipado con un motor Auto Union (DKW) tricilíndrico de 1.000 cc y 35 CV. Con este coche, Martí Mas, participó por primera vez en la Subida a Vallvidrera y se clasificó por delante de otros vehículos más potentes. También participó en otras pruebas como por ejemplo la Sant Cugat-Tibidabo.

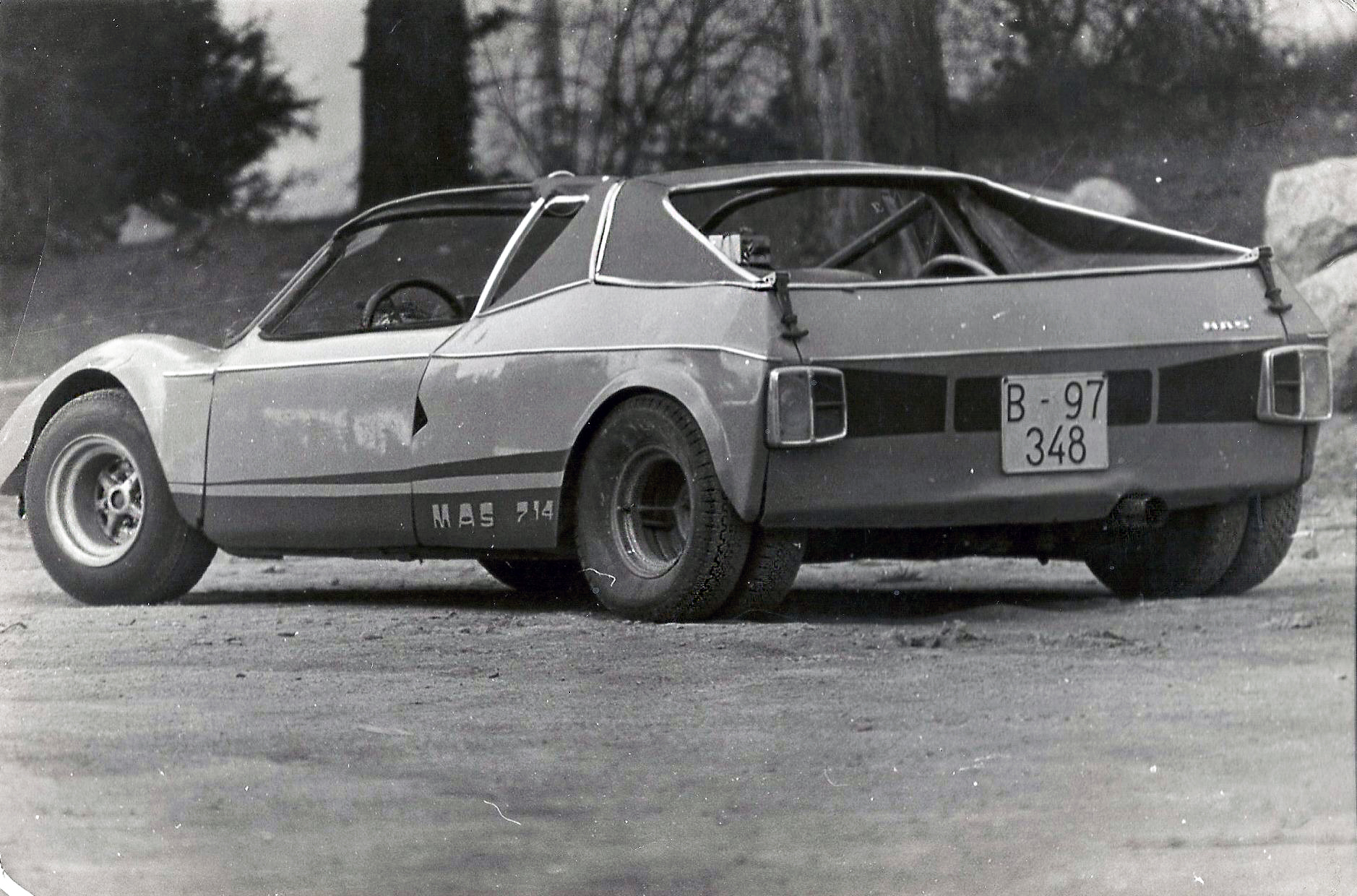
1972-Mas 714 en pruebas

### El MAS 713 y 714
En 1972, Mas realizó una nueva evolución de su coche, más rápida, denominada MAS 713, cambiada a finales de año por una cuarta versión, denominada MAS 714, equipada con un motor SEAT tetracilíndrico de 1.500 cc con cilindrada aumentada hasta los 1.700 cc, el cual desarrollaba unos 80 CV. El MAS 714 participó en varios rallys y subidas de montaña y también en el circuito de Montjuic (I e II Trofeo Escuderías Catalanas), obteniendo el cuarto lugar absoluto entre más de 100 participantes (los mejores de todas las escuderías de Cataluña y las islas Baleares), equipados con coches mucho más potentes. Este hecho molestó a algunos directivos de la época, los cuales intentaron evitar la participación del MAS 714 en más carreras alegando todo tipo de excusas. Fue una situación difícil que originó una reclamación a la Federación Española de Automovilismo por parte de Martí Mas.

### El MATRI
A partir de entonces, las carreras se empezaron a celebrar en el recién estrenado circuito de Calafat, en el cual Martí Mas había colaborado activamente y del cual  fue director de la carrera de inauguración. Mientras tanto, Mas siguió investigando y construyó un nuevo modelo denominado MATRI (acrónimo de los apellidos Mas y Trías, en honor a su colaborador Albert Trias, hermano de Xavier Trías). El MATRI MT 763-P era un vehículo que seguía las características definidas por el reglamento como "barqueta biplaza". El motor de aleación ligera Oldsmobile, de disposición 

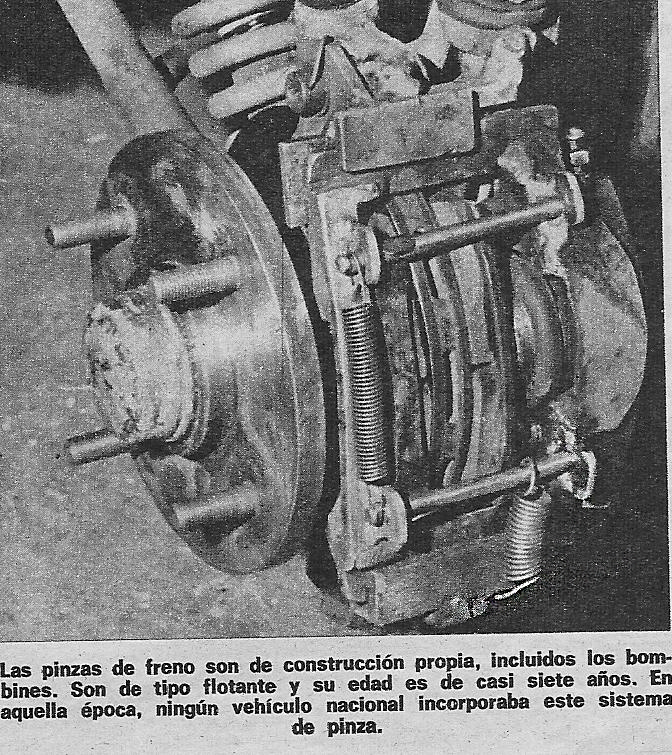
1972-Mas 714-Prueba en Revista Autopista,n.º 882, autor J L Cortijos

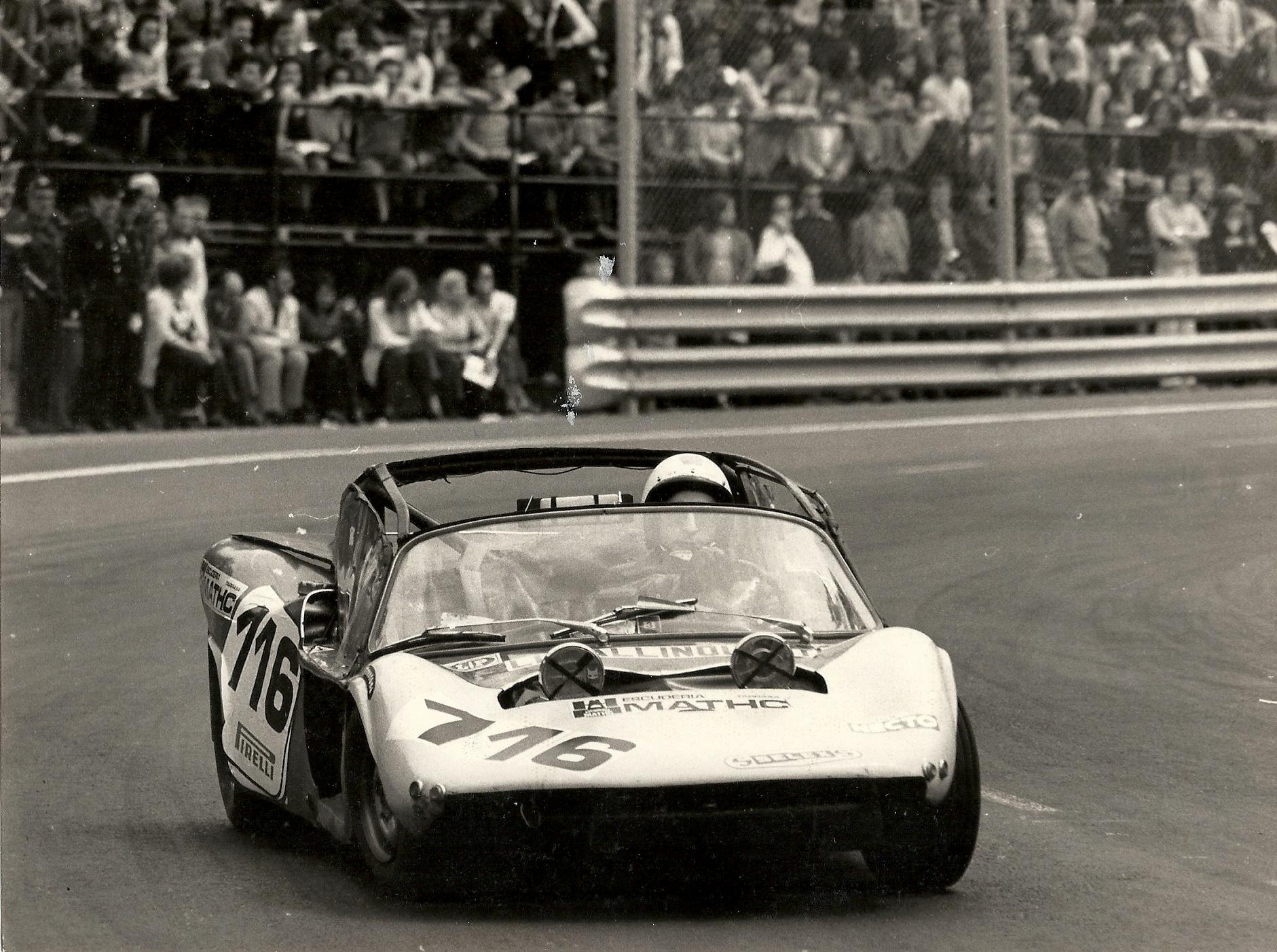
1973-II Trofeo Escuderías Catalanas-Montjuich-Dorsal 116-07

central y transversal, tenía 8 cilindros en V, una cilindrada total de 300 ci (equivalentes a 4900 cc) y podía librar hasta 350 CV. Su velocidad máxima en primera -y única- marcha era de 195 Km/h con el desarrollo corto para montaña.

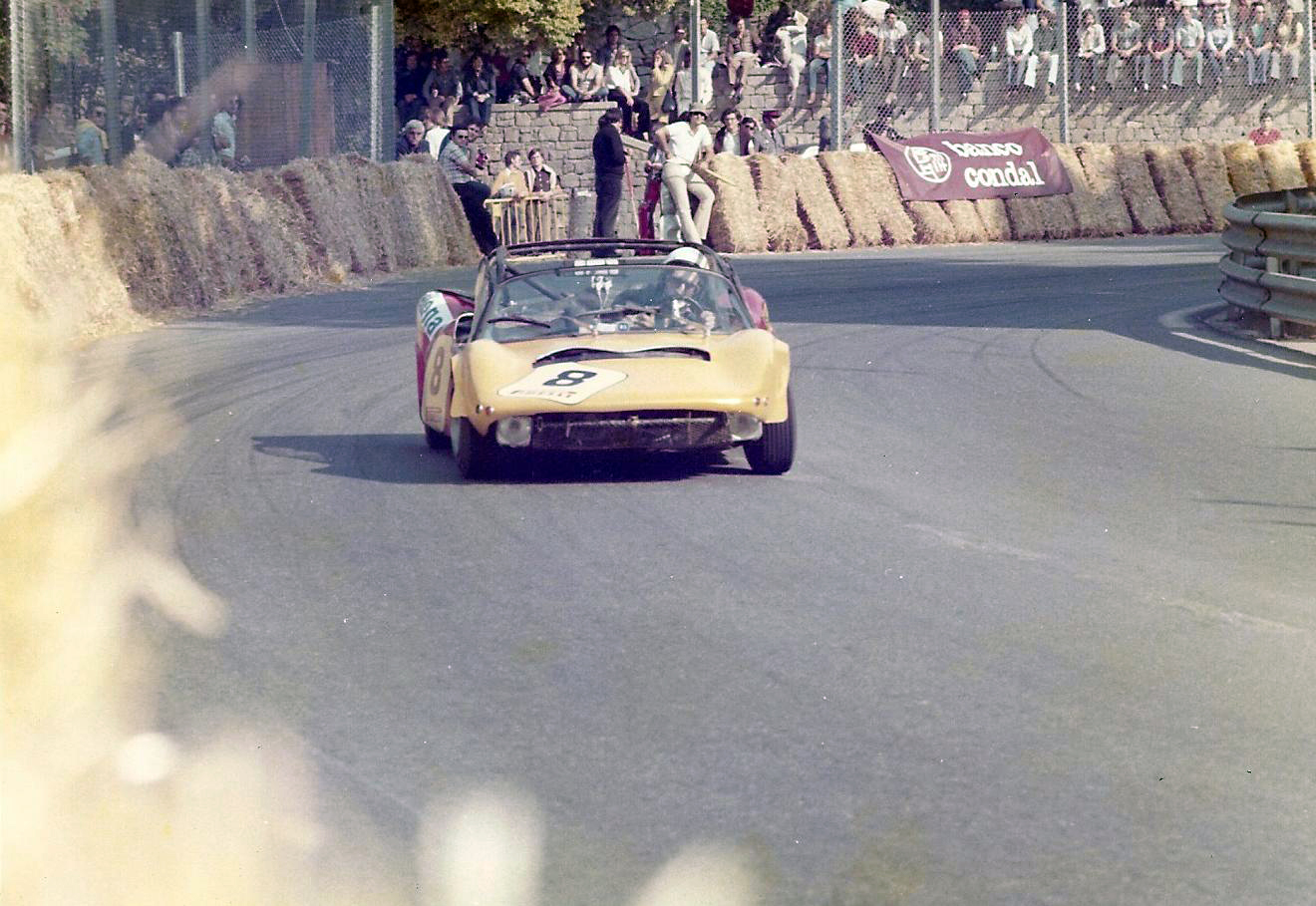
1973-III Trofeo escuderías catalanas-Montjuich

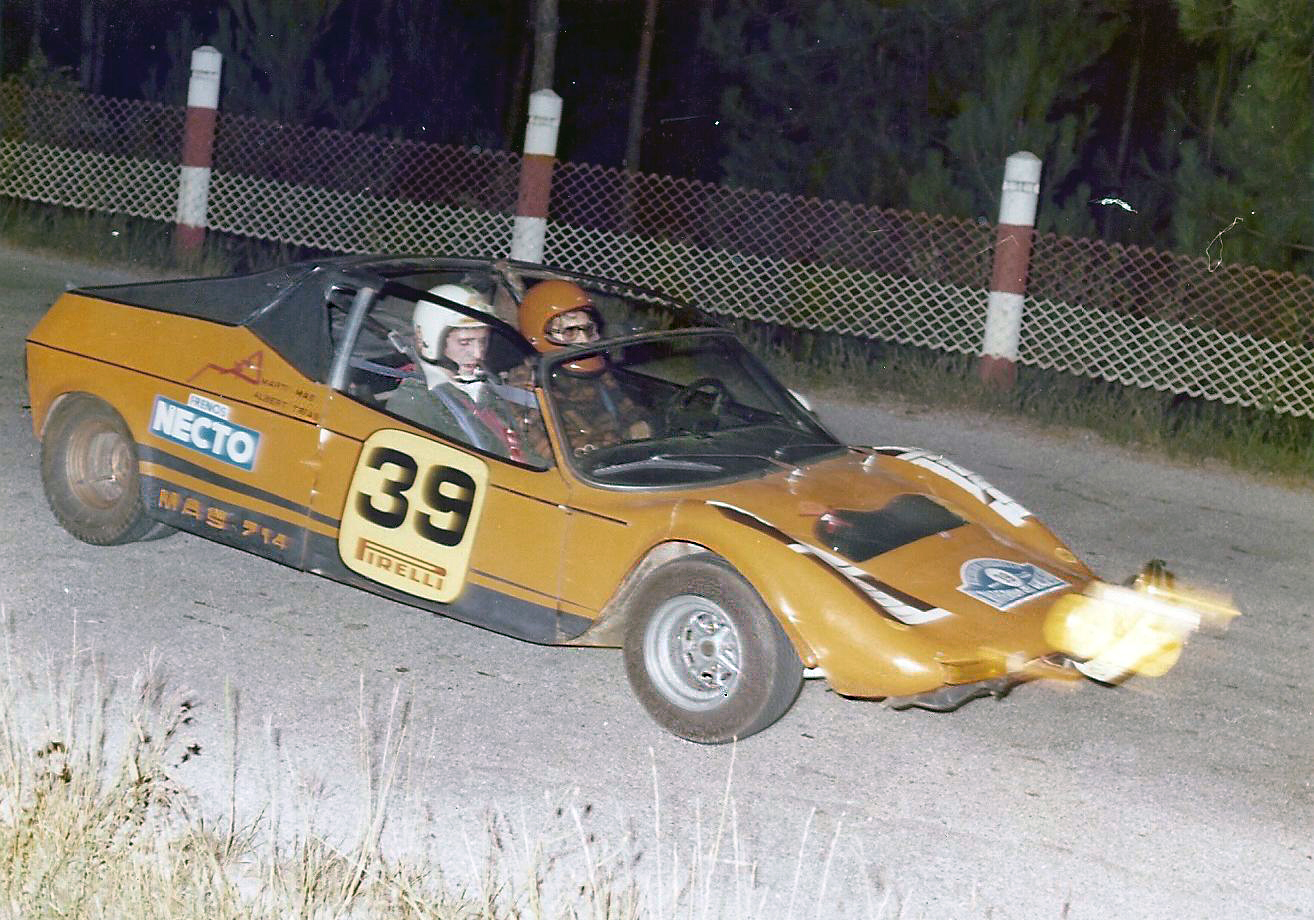
1975-IV Criterium del Bergueda-Mas 714